# Alpaida hartliebi
Alpaida hartliebi là một loài nhện trong họ Araneidae.
Loài này thuộc chi Alpaida. Alpaida hartliebi được Herbert Walter Levi miêu tả năm 1988.